# Insei
Het Insei-systeem (院政) was een speciale regeringsvorm in Japan tijdens de late Heianperiode en vroege Kamakuraperiode. Bij deze regeringsvorm trad de keizer af ten gunste van de volgende keizer, maar bleef vervolgens van achter de schermen (meestal vanuit een klooster) het land regeren. De nieuwe keizer had hierdoor niets tot vrijwel niets te vertellen zolang de oude keizer nog in leven was. Afgetreden keizers werden Daijō Tennō of Jōkō genoemd.
Het principe van een afgetreden keizer die toch door bleef regeren bestond ook voor en na de Heianperiode, maar het insei-systeem verwijst meestal naar het overheidssysteem dat door keizer Shirakawa werd ingevoerd in 1086, en standhield tot kort na de oprichting van het Kamakura-shogunaat.

## Achtergrond
Afgetreden keizers behielden ook voor de oprichting van de Insei al een deel van hun keizerlijke macht. Dit was geregeld via de ritsuryocode. In de 7e, 8e en 9e eeuw waren al voorbeelden van keizers die na hun aftreden doorregeerden, zoals keizer Jitō, Shomu en Uda.
Tegen het einde van de 10e eeuw had de Fujiwaraclan veel macht aan het hof, en was de keizer een soort marionet onder hun controle. In 1068 was keizer Go-Sanjo de eerste keizer in bijna twee eeuwen die niet was geboren uit een huwelijk met een lid van de Fujiwaraclan. Toen hij aan de macht kwam, begon hij de macht van de Fujiwaraclan af te zwakken. Hij werd opgevolgd in 1072 door Shirakawa, die zijn politiek voortzette. Shirakawa had tijdens zijn regeerperiode niet de tijd om uitgebreid te regeren, maar ten tijde van zijn aftreden had hij de macht van de Fujiwara genoeg afgezwakt om ook na zijn aftreden grip te houden op het hof. Zodoende kon hij via de nieuwe keizer door blijven regeren.

## Het systeem
Onder het Insei-systeem trok een afgetreden keizer zich terug in de In no Cho (院庁), een departement onder zijn controle. Vanaf hier liet hij zijn bevelen uitvoeren via Inzen (院宣) en Innocho Kudashi Bumi (院庁下文). Deze Insei-keizers hadden ook hun eigen legers, de Hokumen no Bushi (北面の武士).
Tegen het einde van de Heianperiode waren er drie Insei-keizers:
- Shirakawa (1053-1129, regeerperiode 1073-1087 en Insei-regering 1087-1129)
- Toba (1103-1156, regeerperiode 1107-1123 en Insei-regering 1129-1156)
- Go-Shirakawa (1127-1192, regeerperiode 1155-1158 en Insei-regering 1158-1192)

Er konden meerdere afgetreden keizers tegelijk zijn, maar slechts een van hen behield de macht. Deze keizer werd ook wel de Chiten (治天) genoemd.
Er waren weleens botsingen tussen de keizer en de Insei-keizer, wat onder andere leidde tot de Hogen-opstand.

## Einde van het systeem
Het insei-systeem begon in verval te raken na de dood van Go-Shirakawa, de Genpei-oorlog, en de opkomst van het Kamakura-shogunaat. In de begindagen van dit shogunaat bleef de macht van de keizers nog grotendeels intact. Toen Go-Toba echter probeerde de macht van het shogunaat te breken maar hierin faalde, greep het Shogunaat in door de macht van de keizerlijke familie zwaar in te perken. Daarmee verdween ook de macht van de insei-keizers. Ondanks dit verlies van macht bleef het Insei-systeem in formele vorm nog twee eeuwen bestaan.